# Emanuele Tesauro
Emanuele Tesauro, född 1592 i Turin, död 1675 i Turin, var en italiensk historiker och författare verksam under barocken. Tesauro var en av de främsta litteraturteoretikerna under barocken.

## Verk
- Ermenegildo, Edippo, Ippolito (1621)
- L’Idea delle perfette imprese (1622)
- Il Giudicio (1625)
- Panegirici sacri (1633)
- Il cannochiale aristotelico (1654)
- Inscriptiones (1670)
- Filosofia morale (1670)
- I Campeggiamenti (1674)
- L’arte delle lettere missive (1674)